# 2 Podlaska Brygada Wojsk Obrony Wewnętrznej
2 Podlaska Brygada Wojsk Obrony Wewnętrznej (2 BWOWew) - związek taktyczny Wojsk Obrony Wewnętrznej Wojska Polskiego.

## Formowanie
Brygada powstała w grudniu 1966 na bazie 2 Brygady Korpusu Bezpieczeństwa Wewnętrznego. Jej zadaniem była ochrona obiektów rządowych w okresie zagrożenia bezpieczeństwa państwa i wojny oraz udział w zwalczaniu desantów powietrznych i ugrupowań dywersyjnych. W 1975 roku brygadę przeniesiono na etaty wojenno-pokojowe. Zarządzeniem szefa Sztabu Generalnego WP nr 044/Org z 14.07.1976 brygadę rozformowano tworząc na jej bazie 2 pułk łączności WOWew.

## Struktura brygady
- dowództwo i sztab
- trzy pułki piechoty zmotoryzowanej (w każdym trzy bataliony, bateria moździerzy i bateria dział bo)
- batalion czołgów
- dywizjon armat 76 mm
- dywizjon moździerzy 120 mm
- dywizjon armat plot 37 mm
- kompania rozpoznawcza
- kompania saperów
- kompania chemiczna
- kompania łączności
- kompania regulacji ruchu
- kompania medyczna

## Dowódcy brygady
- 1967–1968 płk Tadeusz Sroczyński